# Louis Kébreau
Louis Kébreau, né le 8 novembre 1938 à Jérémie, (Haïti) est un prélat salésien haïtien, évêque de Hinche de 1998 à 2008 puis archevêque de Cap-Haïtien (Haïti) de 2008 à 2014.

## Biographie
Il prononce ses vœux solennels chez les Salésien de Don Bosco (S.D.B) le 16 août 1963. Il est ordonné prêtre pour les salésiens dix ans plus tard, le 11 mai 1974.
Le 25 novembre 1986, Joseph Lafontant et Louis Kébreau sont nommés par le pape Jean-Paul II évêques auxiliaires de Port-au-Prince aux côtés de l'archevêque, François-Wolff Ligondé, Louis Kébreau recevant le titre d'évêque titulaire (ou in partibus) de Selendeta (de). Ils sont consacrés le 25 janvier 1987 par le cardinal Bernardin Gantin alors préfet de la congrégation pour les évêques.
Le 30 juin 1998, il est transféré au siège épiscopal de Hinche. Il y reste jusqu'au 1er mars 2008 lorsque le pape Benoît XVI le nomme archevêque de Cap-Haïtien.
Le 1er novembre 2013, à quelques jours de son 75e anniversaire, le pape François nomme à ses côtés un archevêque coadjuteur en la personne de Max Leroy Mésidor, précédemment évêque de Fort-Liberté. Sa renonciation est acceptée le 22 novembre 2014.

## Succession apostolique
Louis Kébreau a ordonné les évêques suivants :
- Évêque Sylvain Ducange, S.D.B. (2016)